# Jean-Marie Fortier
Pour les articles homonymes, voir Fortier.
Jean-Marie Fortier, né le 1er juillet 1920 et mort le 31 octobre 2002 à Québec, est un ecclésiastique canadien. Il est archevêque de Sherbrooke de 1968 à 1996.

## Biographie
Originaire de Québec, il reçoit son sacerdoce des mains de Jean-Marie-Rodrigue Villeneuve le 16 juin 1944 à la cathédrale Notre-Dame de Québec.
Le 15 novembre 1960, il fut ordonné évêque auxiliaire de Sainte-Anne-de-la-Pocatière. En 1965, le Saint-Père le nomma évêque de Gaspé et, trois ans plus tard, il succéda à Georges Cabana comme archevêque de Sherbrooke. Il occupa le siège épiscopal à Sherbrooke de 1968 à 1996. Depuis sa retraite, il vivait à Québec.
Président de la Conférence des évêques catholiques du Canada de 1973 à 1975, Jean-Marie Fortier fut également membre de la Commission pontificale pour les communications sociales et de la Congrégation pour le culte divin et la discipline des sacrements.